# Paratrechina grisoni
Paratrechina grisoni är en myrart som först beskrevs av Auguste-Henri Forel 1916.  Paratrechina grisoni ingår i släktet Paratrechina och familjen myror.

## Underarter
Arten delas in i följande underarter:
- P. g. fuscula
- P. g. grisoni